# Trithuria

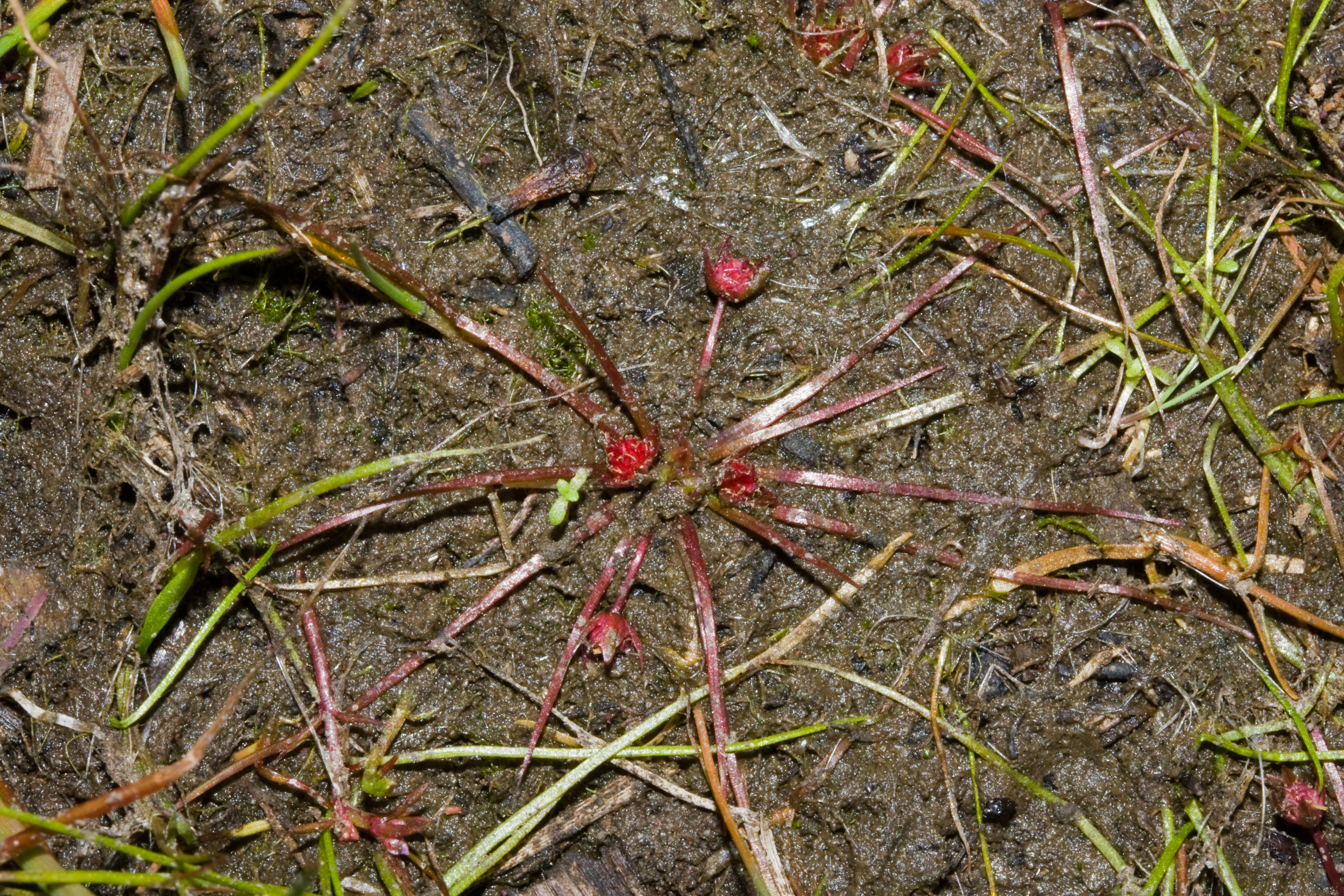
Trithuria submersa (frutificação).

Trithuria é um género de pequenas herbáceas aquáticas pertencentes à família das hidateláceas. Recentemente, o género Hydatella foi incluído em Trithuria. O género é nativo da Índia, Austrália e Nova Zelândia e inclui 12-13 espécies descritas e aceites.

## Descrição
Trithuria é um género de pequenas aquáticas efémeras herbácea que representam os únicos membros da família Hydatellaceae encontrados na Índia, Austrália e Nova Zelândia. Todas as 13 espécies formalmente caracterizadas de Trithuria encontram-se na Austrália, com exceção de T. inconspicua e T. konkanensis, que se encontram na Nova Zelândia e na Índia, respetivamente.
São plantas aquáticas minúsculas, com aspecto graminoide ou juncoide. Apesar da sua morfologia, são os parentes vivos mais próximos dos nenúfares e plantas aquáticas similares. Na realidade, estas plantas aquáticas diminutas, superficialmente semelhantes a musgos, são os parentes vivos mais próximos de um clado que inclui duas famílias de nenúfares intimamente relacionadas, as Nymphaeaceae e as Cabombaceae.
Em conjunto, estas três famílias compõem a ordem Nymphaeales no sistema APG IV de classificação das plantas com flor. O género Trithuria (Hydatellaceae) divergiu do resto de Nymphaeales logo após o agrupamento Nymphaeales ter divergido de seu táxon irmão, embora o clado coroa tenha evoluído relativamente recentemente, no início do Mioceno (~19 Ma;). A ordem como um todo é o grupo irmão de todas as plantas com flor, exceto Amborellales.
Até que os dados da sua sequenciação genética e uma reinterpretação da morfologia provassem o contrário, acreditava-se que essas plantas eram monocotiledóneas filogeneticamente próximas das gramíneas (Poaceae). São as únicas plantas, para além de dois membros de Triuridaceae (Lacandonia schizmatica e Lacandonia braziliana), em que os estames estão no centro da flor enquanto os pistilos os rodeiam. Nas Hydatellaceae as 'flores' resultantes podem representar inflorescências condensadas ou não-flores.
Devido a evolução convergente, o género Trithuria apresenta uma semelhança notável com o género Centrolepis e as espécies de ambos os géneros foram confundidas com membros do outro género.
O número cromossómico (diploide) de Trithuria inconspicua subsp. inconspicua é 2n = c. 24. O número cromossómico de Trithuria submersa é 2n = 56. O número de cromossomas da espécie tetraploide Trithuria konkanensis é 2n = 40. O número cromossómico de Trithuria australis é 2n = 14.

## Taxonomia
O género foi descrito por Joseph Dalton Hooker e publicado em Flora Tasmaniae 2: 78. 1858. A espécie tipo é Trithuria submersa Hook.f. A etimologia do nome genérico Trithuria é composta por duas partes: as palavras gregas treis, que significa "três", e thyris, que significa "janela", uma referência à forma de deiscência do fruto. Especificamente, refere-se às válvulas do pericarpo de algumas espécies de Trithuria.
O género Hydatella foi incluído em Trithuria uma vez que os seus membros estão filogeneticamente aninhados nele. A família como um todo partilha as seguintes características morfológicas e sinapomorfias:
- Ausência de um câmbio vascular;
- Ausência de esclerênquima pericíclico;
- Estomas anomocíticos;
- Conectivo da antera truncado;
- Pólen em forma de barco;
- Tegumento interno com duas camadas de células;
- Exotesta paliçada;
- Opérculo da semente formado pelo aumento de células no tegumento interno;
- Perisperma;
- Germinação hipogénea.

As espécies da família eram anteriormente classificadas na família Centrolepidaceae.

### Espécies e distribuição
Atualmente, todas as espécies da família pertencem provavelmente ao género Trithuria, pelo que na sua presente circunscrição taxonómica, o género inclui cerca de 14 espécies, oito na Austrália, uma na Nova Zelândia e outra na Índia:
- Trithuria Hook. f. (sin.: Juncella F.Mueller ex Hieronymus, Hydatella Diels)[24][25]
  - Trithuria austinensis D.D.Sokoloff, Remizowa, T.D.Macfarl. & Rudall: endemismo da Western Australia.[25]
  - Trithuria australis (Diels) D.D.Sokoloff, Remizowa, T.D.Macfarl. & Rudall (sin.: Hydatella australis Diels, Hydatella sessilis T.D.Macfarl., Hydatella leptogyne Diels): endemismo da Western Australia.[25]
  - Trithuria bibracteata D.A.Cooke: endemismo de Western Australia.[25]
  - Trithuria brevistyla (K.A.Ford) de Lange & Mosyakin (sin.: Trithuria inconspicua subsp. brevistyla K.A.Ford): nativa da ilha do Sul, Nova Zelândia.[23]
  - Trithuria cookeana D.D.Sokoloff, Remizowa, T.D.Macfarl. & Rudall: nativa de Northern Territory, Austrália.[25]
  - Trithuria cowieana D.D.Sokoloff, Remizowa, T.D.Macfarl. & Rudall: nativa de Northern Territory, Austrália.[23]
  - Trithuria filamentosa Rodway (sin.: Hydatella filamentosa (Rodway) W.M.Curtis): endemismo da Tasmânia.[25]
  - Trithuria fitzgeraldii D.D.Sokoloff, I.Marques, T.D.Macfarl., Rudall & S.W.Graham: descrita em 2019 é nativa de Western Australia.[23]
  - Trithuria inconspicua Cheeseman (sin.: Hydatella inconspicua (Cheesm.) Cheesm.): espécie ameaçada de extinção na Nova Zelândia.
  - Trithuria konkanensis Yadav: nativa da Índia.
  - Trithuria lanterna D.A.Cooke: distribuída nos estados australianos da Austrália Ocidental, Território do Norte e Queensland.[25]
  - Trithuria occidentalis Benth. (sin.: Hydatella dioica D.A.Cooke): endemismo em Western Australia.[25]
  - Trithuria polybracteata D.A.Cooke ex D.D.Sokoloff, Remizowa, T.D.Macfarl. & Rudall: endemismo em Western Australia.[23]
  - Trithuria submersa Hook. ex Moq. (sin.: Juncella occidentalis (Benth.) F.Muell. ex Hieron.): comum nos estados australianos da Austrália Ocidental, South Australia, New South Wales, Victoria e Tasmânia.[25]